# Vlaka (żupania splicko-dalmatyńska)
Vlaka – wieś w Chorwacji, w żupanii splicko-dalmatyńskiej, w mieście Vrgorac. W 2011 roku liczyła 41 mieszkańców.